# Louis Crayton
Louis Crayton (Monrovia, 26 oktober 1977) is een voormalig Liberiaans voetballer, die speelde als doelman. Hij beëindigde zijn loopbaan in 2010 bij de Amerikaanse club NSC Minnesota Stars en speelde in totaal 36 interlands voor zijn vaderland Liberia. Het grootste gedeelte van zijn carrière kwam hij uit in Zwitserland.

## Erelijst
FC Basel
- Zwitsers landskampioen

2008
- Zwitserse beker

2007, 2008